# Könüllü
Könüllü è un comune dell'Azerbaigian situato nel distretto di Şəmkir.